# Min stil
Min stil è l'album di debutto della cantante norvegese Jannicke, pubblicato nel 1981 su etichetta discografica Talent Records.

## Tracce
1. Free – 2:03
2. Piece of My Heart – 3:22
3. The Right to Sing – 3:28
4. Hold On – 3:20
5. Have a Good Time – 4:58
6. Goldmine – 2:29
7. Something Inside So Strong – 2:26
8. Keep Your Flowers – 4:12
9. Look What You've Done – 3:12
10. Secret Place – 4:52

## Classifiche
| Classifica (1981) | Posizione massima |
| ----------------- | ----------------- |
| Norvegia          | 3                 |